# 麻疹
麻疹（拉丁語：morbilli）是因感染麻疹病毒的一種急性、高度傳染性之病毒性疾病，常見於兒童，为儿童常见的急性呼吸道传染病之一。初期临床表现为发热、上呼吸道炎症（咳嗽、鼻炎）、眼角结膜炎（充血、流泪、畏光）等，后续皮肤出现红色斑丘疹、颊黏膜上有细小白点（麻疹黏膜斑，柯普力克氏斑，Koplik's spots），疹退后遗留色素沉着伴糠麸样脱屑。严重者可并发腦炎、肺炎。
麻疹疫苗未出現前，兒童易被傳染，但成人也有一定機會感染。此症典型的症狀及徵候包括四天的發燒，及出現咳嗽、鼻炎以及结膜炎的症狀（其英文為 cough、coryza 及 conjunctivitis，也簡稱為“三C”），伴隨著發燒及紅疹。常見有發燒的症狀，約會持續一週，麻疹的發燒會高達40 °C（104 °F）。
罹患麻疹時，在頰黏膜上會出現稱為柯氏斑點（柯普力克氏斑、麻疹黏膜斑）的細小白點，是麻疹的病征，不過只是暫時出現，因此不常看到 。不過在病患的感染力到達高峰之前，醫師若有識別到柯氏斑點，有助於減緩疾病的擴散。
患者多半在有症狀後五天就會開始出現紅色平坦的疹子，一開始常出現在臉部，再擴散到身體的其他部位 。在接觸麻疹者後約十到十二天會有麻疹症狀，會持續七至十天。
病患中有三成會有併發症，像是腹瀉，視力障礙，腦炎及肺炎等疾病。雖然中文名稱相似，但麻疹和風疹（德國麻疹）及小兒急疹是不同的疾病。
麻疹是空氣傳播疾病的一種，所以可輕易藉由已感染者的咳嗽和打噴嚏而傳染給他人，也可藉著唾液或鼻腔分泌物傳播。九成的人在沒有免疫能力下，和麻疹患者共處一室會有極高機率得病，病患在出現紅疹的前後四天都具有傳染力。人們一生只會發病一次。對於疑似病例進行相關檢測是公共衛生防疫上的重要措施。
麻疹疫苗對於預防感染麻疹非常有效，在2000年到2013年全球約有85%的孩童接受疫苗接種，這項政策也使得因麻疹而死亡的人數銳減75%。目前沒有特殊療法可治癒麻疹，仅能对症治疗和预防感染，包括補充電解質的口服補液療法、健康的食物以及可以抑制發燒的藥物。若有其他的細菌感染（例如肺炎），可以使用抗细菌药。在发展中國家，會建議補充維生素A。

麻疹每年影響約2千萬人，主要在非洲和亞洲的发展中地區。它是死亡數字最高的疫苗可預防疾病。從1990年到2013年，麻疹死亡人数从54萬5千例下降到9萬6千。1980年時估計每年約有260萬人死於麻疹。在美國在免疫接種之前每年有3到4百萬個病例發生。大多數受感染以及死亡者皆小於五歲。受感染者的死亡率大約0.2%，在營養不良者更是可能高達10%。21世纪10年代，由于疫苗怀疑论的流行，在美国和日本，麻疹疫情有卷土重来之势。

## 傳染途徑
麻疹病毒存在於被感染者的眼、鼻、口腔分泌物中，經由飛沫傳染，潛伏期約10～11天。未患過麻疹、未接種疫苗及接種疫苗失敗者，是麻疹的高危險群。
全年均有病例產生，以春、冬為主，流動人口或免疫空白點易造成城鎮局部易感人群累積，導致局部或點狀麻疹爆發流行。

## 病理
麻疹是因感染麻疹病毒導致，此病毒是副黏液病毒科（Paramyxoviridae）家族中，分類於麻疹病毒屬（Morbillvirus）的一種反義單鏈核糖核酸病毒，於1954年首次被諾貝爾生理學與醫學獎得主富兰克林·恩德斯與湯馬斯·皮布爾斯分離出來，他們謹慎的指出：應將出現科氏斑點的病患加以隔離。人類是麻疹病毒在自然界的唯一宿主，迄今據知在其他的動物身上並未發現此病毒。此病毒具有高度的傳染性，可藉由咳嗽、打噴涕時的飛沫傳染予周邊的人，或是因直接接觸患者的分泌物而傳染。麻疹病毒一般通过直接接触和空气传播，先感染粘膜，然后扩散至全身。從患者身上可檢查出多核巨細胞和嗜酸性包涵體。感染麻疹病毒的危險因子包括因罹患HIV或愛滋病而導致的免疫能力低下、因接受器官移植或幹細胞移植而需進行的免疫能力抑制、接觸烷基化藥物（alkylating agents）、接受皮質類固醇治療（corticosteroid therapy）、未施打疫苗、至疫區旅行或接觸到曾至疫區之旅行者，以及在原先曾接種疫苗但在預計有效年限前抗體即已喪失等。

## 臨床症狀
此症的特點主要為患者在感染病毒並開始發燒後的數日內全身會起大範圍的紅斑丘疹（Maculopapular rash）。紅疹會先從背部及耳朵開始，數小時後擴散至頭部及頸部，接著蔓延到大部分的身體部位，並通常會感到搔癢。紅疹會在初始症狀發生後的第2至4日左右出現，並可持續至第8日。因為紅疹消失前的顏色會由紅色轉變為暗褐色，所以也被稱為「污斑」。大體而言，自感染麻疹病毒起約要3個星期左右才能痊癒。
- 临床症状有发热、咳嗽、流涕、眼结膜充血、口腔粘膜有红晕的灰白小点（Koplik’s spots斑）。单纯麻疹预后良好，重症患者病死率较高。

- 典型的痲疹臨床表現共分三期，卡他期、出疹期、恢復期

## 併發症
麻疹的併發症相對常見，較輕微的僅有腹瀉等症狀，但也可能導致肺炎（包含直接感染的病毒性肺炎或是併發的細菌性肺炎）、支氣管炎（包含直接感染的病毒性支氣管炎或是併發的細菌性支氣管炎）、中耳炎、急性腦炎（及非常罕見的亞急性硬化性全腦炎，SSPE）與角膜潰瘍（並導致角膜疤痕）等嚴重的併發症。
患病的成人併發症通常更為嚴重。 1920年代，麻疹導致的肺炎死亡率約為30％。併發症高危險群包括了年齡小於5歲的嬰幼兒、20歲以上的成年人、孕婦和免疫系統受損者（如白血病和愛滋病患者）。
美國於1987至2000年間，麻疹致死率為0.3%。而在未開發國家，由於患者營養不良及缺乏良好的醫療體系，此症的致死率曾高達28%。對於免疫功能不足的人（例如艾滋病患者）而言，染上此症則約有30%的致死率。會造成嚴重的麻疹及其併發症的危險因子包括營養不良、免疫功能低下、懷孕及缺乏維生素A。即使原先健康狀況良好的孩童，也有可能因罹上此症而需住院治療 。每1000名麻疹病歷中，約有1人會併發通常會導致腦部永久性損傷的急性腦炎。而每1000名孩童麻疹病歷中，則約有1至2人會因呼吸及神經系統的併發症而死亡。

## 疫苗預防
疫苗是由組織培養後的減毒毒株製備。預防的方法是接種活性減毒麻疹疫苗，台灣的新生兒在出生後第12個月，會接種一劑活性減毒疫苗（MMR疫苗），滿5歲之後接種第二劑。麻腮风三联疫苗（MMR Vaccine） 所針對的疾病包括麻疹、腮腺炎和德國痲疹。中国大陆要求婴儿在出生后第8个月和第12个月接种两剂麻腮风三联疫苗。

## 疫情
推行疫苗接種政策之前，全球約為每10-15年大流行一次。

### 台灣
台灣於1943~1944年、1957~1958年、1968~1969年、1976~1977年、1985年、1988~1989年、2002年、2008~2009年、2011年、2014年（境外）、2015年間曾發生流行，估算約每十年流行一次。2018年3月29日台灣發現當年度首例境外移入感染案例，並陸續引發群聚感染出現更多感染麻疹的患者，迄同年5月1日為止共計有24例確定病例。

### 中国大陆
2015年1月22日，北京市东城区朝阳门街道某大厦发生麻疹暴发疫情。截至1月28日，全市共报告确诊病例142例，成人与儿童各占一半。为防止疫情传播，该大厦对3462人进行应急疫苗接种。同年2月至5月，河北省承德市丰宁满族自治县发生麻疹疫情，共计确诊118例。

### 美国
2025年，美国德克萨斯州西部和新墨西哥州爆发麻疹疫情。截至3月8日，德克萨斯州病例已飙升至198例，新墨西哥州已报告30例。其中西德克萨斯州已有23人住院，大部分是未接种疫苗的儿童。德克萨斯州拉伯克市卫生部门公共卫生主任Katherine Wells表示，报告的病例数可能被大大低估，因为许多人没有接受检测。据美国疾病控制与预防中心称，两剂疫苗可有效预防97%的麻疹。然而新任美国卫生和公众服务部负责人小罗伯特·肯尼迪反对疫苗接种，推崇用富含维生素A的补充剂治疗麻疹。

## 外部連結
- 微生物免疫學-Paramyxoviridae（副黏液病毒科）